# 提比里安发音
提比里安发音法（英语：The Tiberian vocalization 希伯来语：ניקוד טַבְרָנִי）
此发音法是由玛所拉学者发明的一种变音符号，用于希伯来语，能较好的标出元音，重音及辅音，胜过巴比伦及巴勒斯坦发音法，在希伯来语中占主导地位。

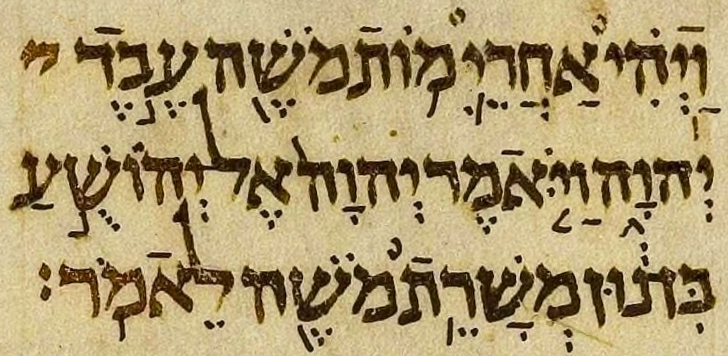
100*100px